# Dendropsophus sarayacuensis
Dendropsophus sarayacuensis là một loài ếch thuộc họ Nhái bén.
Loài này có ở Bolivia, Brasil, Colombia, Ecuador, Peru, và Venezuela.
Môi trường sống tự nhiên của chúng là rừng ẩm vùng đất thấp nhiệt đới hoặc cận nhiệt đới, đầm nước ngọt, và đầm nước ngọt có nước theo mùa.

## Hình ảnh

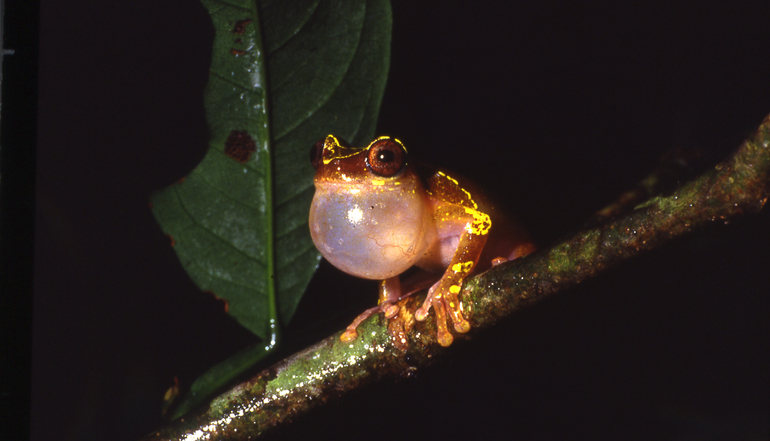
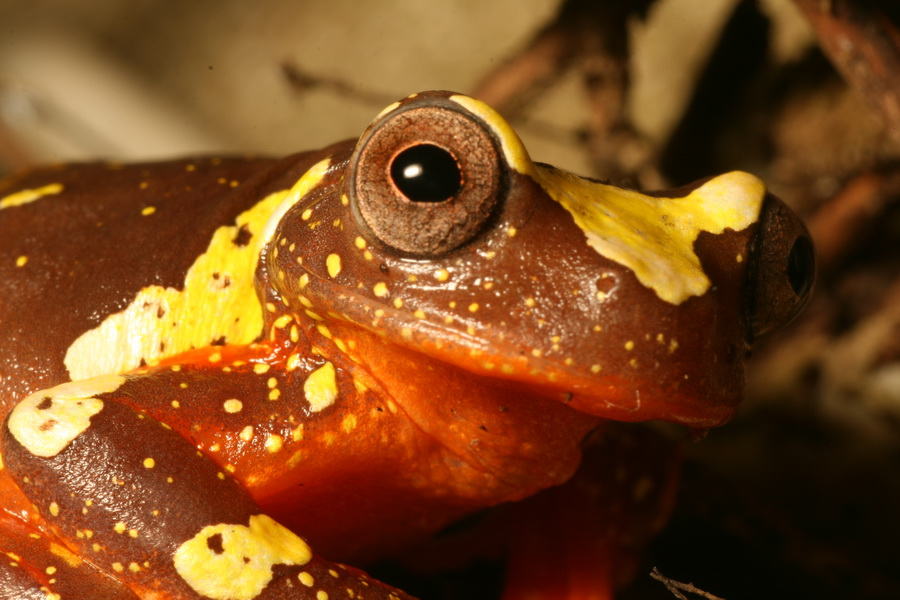
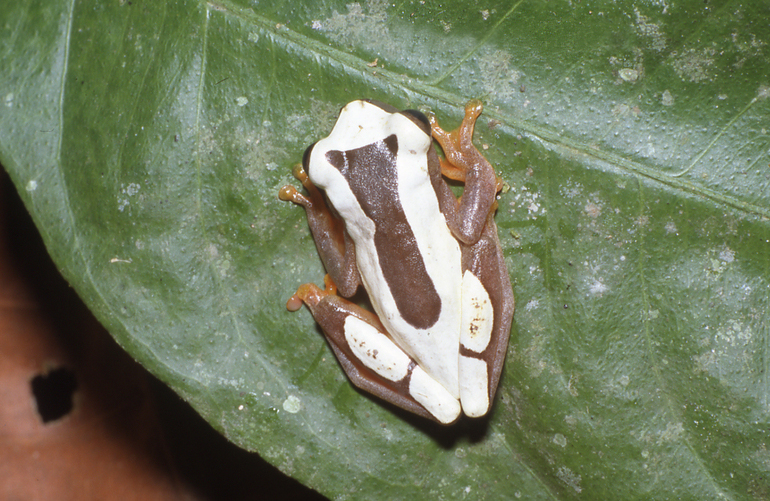
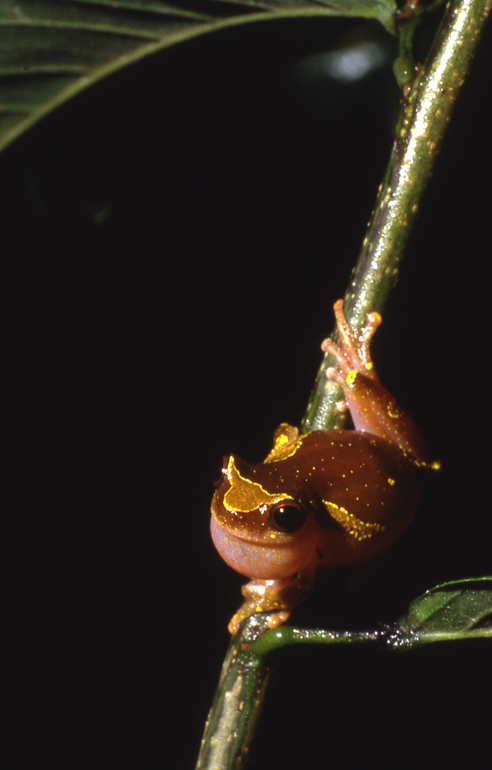